# Mehmet Can
Mehmet Can né en 1927 à Islahiye et mort le 2 novembre 2010 à Ankara, est un homme politique et haut-fonctionnaire turc.
Diplômé de la faculté des sciences politiques de l'Université d'Ankara. Sous-préfet d'Uluborlu, d'Ünye, de Bahçe, de Kadirli, de Tuzluca, de Söke, administrateur et conseiller au ministère de l'intérieur. Membre du parti républicain du peuple (CHP). Député d'Adana (1973-1980 et 1987-1991), ministre des douanes et des monopoles (1977) et de la justice (1978-1979). Marié et a 3 enfants.